# Tajuria inaria
Tajuria inaria is een vlinder uit de familie van de Lycaenidae. De wetenschappelijke naam van de soort is voor het eerst geldig gepubliceerd in 1908 door Wileman.